# محمد بن رائق
محمد بن رائق هو المسؤول الأعلى مقاما في الخلافة العباسية، والذي استغل ضعف الخلافة ليصبح أول أمير أمراء للخلافة العباسية في عام 936م. خلع من قبل قادة القوات التركية عام 938م لكنه استعاد منصبه في عام 941م وحافظ عليه الا انه اغتيل في نيسان عام 942م.

## حياته
هو الأمير محمد بن رائق بن خضر الغساني يصل نسبه إلى الأمير العربي المهلب بن أبي صفرة الأزدي، وعمل كضابط عسكري في عهد الخليفة المعتمد (892-902). وفي عهد الخليفة المقتدر (908-932) عمل كرئيس للشرطة وحاجب. بعد خلع وقتل المقتدر وتبوؤ القاهر بالله للخلافة (932-934)، هاجر ابن رائق من بغداد على الرغم من ذلك فقد سمي حاكما للبصرة، ورجع ليحابي الخليفة ويحصل على حكم واسط عند تبوؤ الراضي الخلافة (934-940).

## الوضع السياسي العام
الانقلابات العسكرية المتتالية والصراع العنيف للسيطرة على الخلافة في ذلك الوقت عمل على اضعاف الحكومة المركزية. السيطرة الفعالة من المغرب إلى خراسان فقدت لفترة طويلة، لكن السلالات المحلية المستقلة ذاتيا ظهرت في المحافظات القريبة من العراق وسوريا ومصر والتي حكمها الأخشيديين والحمدانيين الذين سيطروا على الجزيرة _ هي السهل بين نهري دجلة والفرات في اعالي بلاد الرافدين_ ، بينما كانت معظم إيران يحكمها الديلميين، ومن بين هذه السلالات أصبح البويهيين هم المسيطرين. حتى في العراق نفسه كانت سلطة الخلافة تواجه تحديات داخلية، ففي البصرة اسست عائلة البريديين حكمها الخاص، وحتى عائدات الضرائب رفضوا ارسالها إلى بغداد، واسسوا اتصالات جديدة مع البويهيين في بلاد فارس.

## صعوده
في اجواء التفكك التي كانت سائدة آنذاك رفض ابن رائق إرسال خراج ولايته إلى بغداد. حاول ابن مقلة وزير الخليفة استعادة السيطرة المركزية لكن بعثته ضد الحمدانيين عام 935 فشلت في تحقيق أي نتائج دائمة، وحملته ضد ابن رائق في الربيع التالي فشلت حتى في النزول وهو نفسه _ابن مقلة _ تم اعتقاله. أصبح الراضي مجبرا على طلب الدعم من ابن رائق على الرغم من انه رفض هكذا عرض في عام 935 .وهكذا في عام 936 عاد ابن رائق إلى بغداد وتولى السيطرة على حكومة الخلافة بلقب أمير الأمراء. مهام وظيفته تنطوي على السيطرة الكاملة على الجيش بالإضافة إلى الإشراف على الإدارة المدنية. وحرم الخليفة من إبداء أي رأي في شؤون الدولة واصبح دوره رمزيا بشكل بحت.

## حكمه
كانت الدعائم الرئيسية لنظام ابن رائق متمثلة بالقوات التركية بقيادة بجكم وتوزون تحت امرة ماردافيج. للمحافظة على موقعه، قام ابن رائق بذبح حراس الخليفة القدماء للقضاء على اخر جزء من القوات الموالية للعباسيين. سرعان ما ضعفت سلطة ابن رائق عندما سقط مع أبي عبد الله البريدي في الأهواز، وهم أول من قدم له الدعم للوصول إلى السلطة. عندما حاول منعهم من اقليمهم فتح أبي عبد الله البريدي اتصالات مع البويهيين. السخط الذي كان بين القوات التركية قاد إلى سقوطه، القوات التركية التي كانت تحت امرة بجكم انتفضت ضده وبعد قتال قصير أصبح بجكم أمير الأمراء الجديد في سبتمبر عام 938، بينما ارسل ابن رائق ليحكم ديار مضر. الصراع بين ابن رائق وبجكم كان طويل الامد وكانت له نتائج كارثية. في محاولته لعرقلة تقدم بجكم نحو بغداد، امر ابن رائق بسد قناة النهروان لإغراق الريف. هذا لم يفد ابن رائق بل على العكس فقد اضعف ذلك الزراعة المحلية في الريف بشكل كبير، بما ان القناة كانت تلعب دورا رئيسيا في نظام الري القديم لأرض السواد. كتب هيو ان كينيدي: «ان خرق قناة النهروان كان المثال الأكثر دراماتيكية لظاهرة واسعة النطاق في ذلك الوقت، وكانت رمز لنهاية القوة العباسية، كما كان انهيار سد مأرب رمز لنهاية ازدهار جنوب الجزيرة العربية قبل الإسلام».

## وفاته
بقي بجكم اميراً للأمراء حتى وفاته عام 941، عند ذلك استغل ابن رائق الفرصة لاستعادة منصبه. ابعد ابن رائق كورانكيج وريث بجكم وبذلك استعاد لقبه ومنصبه كأمير للأمراء في سبتمبر عام 941. لم يتمتع بانتصاره لفترة طويلة ففي أبريل عام 942 أغتيل ابن رائق بأوامر من أمير الحمدانيين ناصر الدولة الذي خلفه كأمير للأمراء.